# Consejo Real de Navarra
El Consejo Real de Navarra fue creado por la reina Juana II y el rey consorte Felipe III en el siglo XIV incluido en un amejoramiento del fuero realizado por la monarca en 1330. Es el sucesor de la Curia regia existente desde los albores del reino de Pamplona, luego de reino de Navarra, en el siglo X. Desde mediados del siglo XIV es el organismo supremo del reino. Ejercía funciones consultivas, judiciales y legislativas.

## Historia

### Alta Edad Media
La antigua Curia regia fue evolucionando y desdoblando algunas de sus funciones en otros organismos de composición y atribuciones no siempre bien definidas según la época. Hacia el siglo XIV comienza a distinguirse una Cort general ejerciendo como tribunal supremo de justicia que al mismo tiempo asesoraba al rey en los asuntos relevantes. De esta Cort surgió el Consejo Real también como tribunal supremo de justicia y administración al que se podía apelar desde la propia Cort general o Corte mayor.
Según el Fuero General de Navarra (libro I, tomo 1, capítulos 1 y 2) habla de un "Consejo de los doce", integrado por doce ricoshombre, abarcando en la estructura social tanto a notables laicos (miembros de la alta nobleza), como a eclesiásticos, o alto clero, (como obispos, abades, canónigos) como funcionarios destacados por su competencia profesional (cancilleres, tesoreros, procuradores, alcaldes de Corte, oidores de Comptos, secretarios del rey, etc). Su funcionamiento en estos momentos, sin normas o procedimientos establecidos, dependía de la figura del rey y sus consejeros.

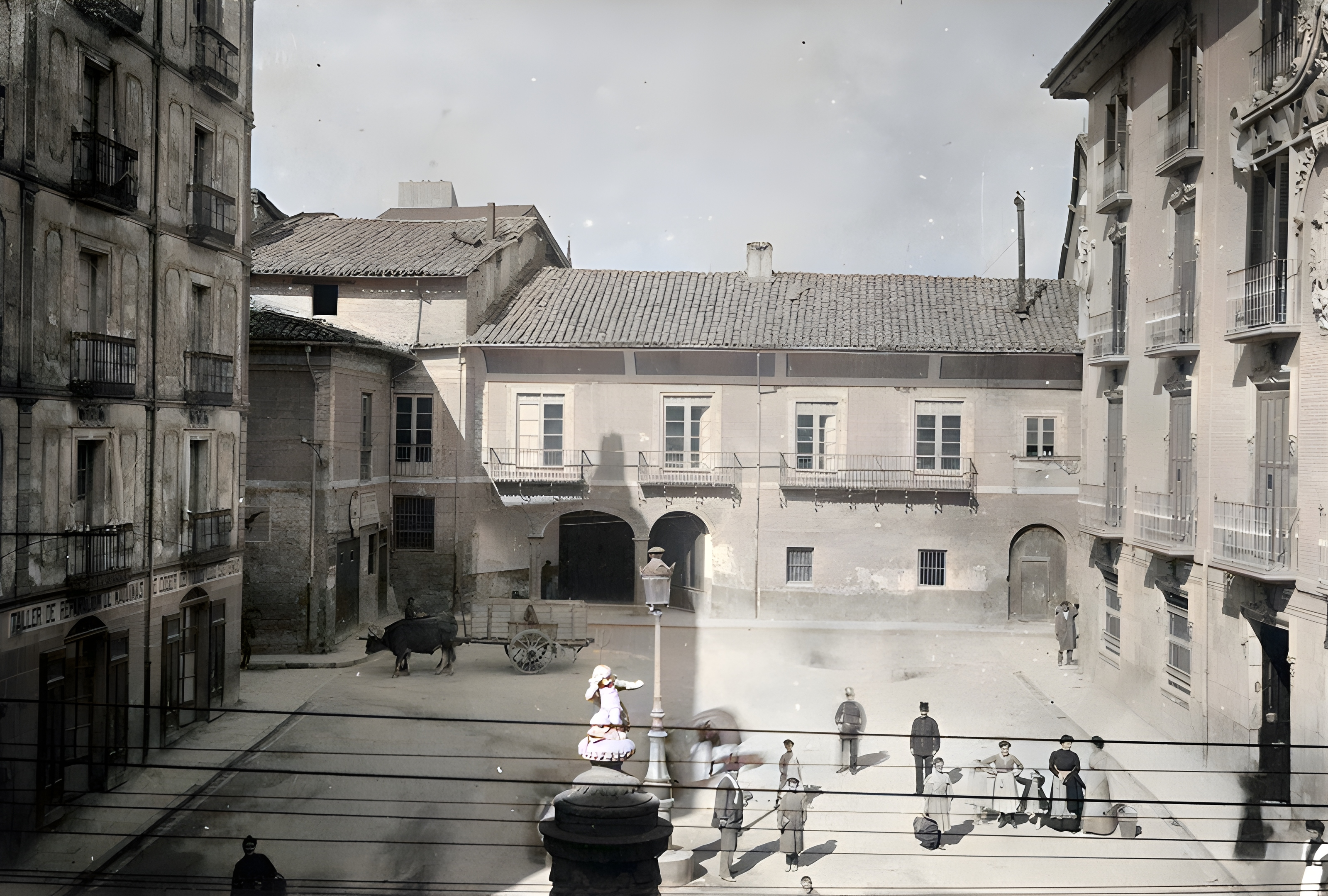
Antiguo edificio del Consejo Real de Navarra, luego de la Audiencia territorial y cárcel en la plaza del Consejo (Aquilino García Deán, La Avalancha, 8 de enero de 1910). Original conservado en el Archivo Municipal de Pamplona (sig. AMP001777)

### Baja Edad Media
En las Cortes de 1481 y 1484 lo configuran con carácter técnico jurídico, en detrimento de la nobleza, para evitar el control de la institución por alguna de las banderías, beaumontesa o agramontesa, enzarzadas en conflictos y guerras.
Desde 1494 hasta 1525 este organismo sigue un esquema de transición parejo al cambio desde «últimos monarcas privativos de Navarra a los primeros de Castilla que ocuparon el trono navarro, ya que ambos, aunque enemigos en el terreno político, coincidían en el deseo de dotar a sus estados de una institución estable y tecnificada que encauzara el gobierno ordinario» adaptándose a las necesidades de los nuevos estados renacentistas.

### Edad Moderna y Contemporánea
Tras la conquista castellana en 1512, se reestructura en las Cortes de 1525, pasando a estar constituido por un regente y seis consejeros, reservándose el rey el nombramiento del regente y dos consejeros extranjeros, castellanos, cargos que se conocían con el nombre de "castellanías". Fueron constantes e infructuosas las protestas de las Cortes para conseguir que la totalidad de sus miembros fueran naturales del reino.

La estructura del Consejo Real de 1525 permaneció hasta la desaparición de la institución, al mismo tiempo que el Reino de Navarra, en 1841 a raíz de la aprobación de la Ley de Modificación de los Fueros de Navarra o también denominada Ley Paccionada. Siempre tuvo su sede y reuniones en Pamplona y no en el lugar donde estuviera en cada momento la sede de la corte, le convirtió en el único consejo de la monarquía que mantuvo esa característica excepcional.

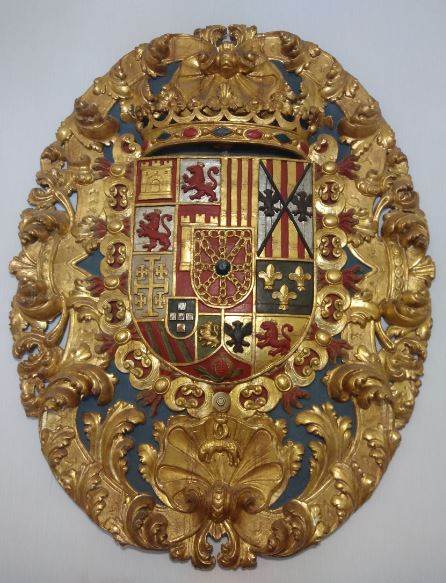
Escudo barroco del Consejo Real de Navarra (Ayuntamiento de Pamplona)

## Funciones
La función principal era de supremo órgano judicial de Navarra, realizando también labores administrativas de gobierno y cierta actividad legislativa. Las sentencias del Consejo Real no tenían apelación superior ya que era el tribunal supremo de justicia, lo que provocó roces con la justicia castellana.
Cuando la imprenta se instala en Navarra, en virtud del taller que Miguel de Eguía monta en Estella en 1546, el Consejo Real de Navarra asume todas las competencias relativas al control de la imprenta y del libro, tales como la censura previa, la concesión de licencias de impresión, el privilegio de comercialización de una obra en régimen de monopolio durante un tiempo establecido y la fijación de la tasa, el precio de venta al público del libro. Estas funciones las mantuvo a lo largo de cuatro siglos, hasta la disolución de este tribunal en 1841 con la promulgación de la citada Ley de Modificación de los Fueros de Navarra.
Las cortes de Sangüesa de 1561 establecieron el Derecho de Sobrecarta por el cual el Consejo Real revisaba que todas las reales órdenes que provenían del rey o su corte para informar que eran conformes a las leyes del Reino de Navarra, en caso contrario se obedecían pero no se cumplían. En la práctica raramente se negaba la sobrecarta a una disposición real, entre otros motivos, porque el Consejo Real estaba integrado por miembros castellanos o afines a la Corona, que era quien los había designado.
Esta institución desapareció con la promulgación, en 1841, de la citada Ley de Modificación de los Fueros de Navarra, al establecerse la "unidad constitucional" y, en consecuencia, en  Navarra se instauró el sistema judicial español, para ello que se instauró la Audiencia Provincial, al igual que en el resto de provincias españolas.